# 约翰·威廉·麦科马克
约翰·威廉·麦科马克（John William McCormack，1891年12月21日—1980年11月22日）是一位来自美国马萨诸塞州波士顿的政治家、第45任美國眾議院議長。他曾是一名律师和民主党人，麦科马克在第一次世界大战期间在美国陆军服役，后来在在马萨诸塞州众议院和马萨诸塞州参议院都赢得了任期。
麦科马克在众议院度过了漫长的职业生涯（1928年至1971年），在被选为众议院第45任议长之前，他晋升为多数党领袖。他从1962年开始担任众议院议长，直到1971年退休。
在麦科马克的国会生涯中，他支持为应对大萧条而采取的罗斯福新政，美国参与第二次世界大战，以及对20世纪60年代伟大社会计划的支持。他还是一位坚定的反共主义者，他支持美国参与越南战争。他对战争和国会资历制度的支持导致越来越多的年轻议员挑战他的领导力；1969年，他赢得了与莫·尤德尔的议长竞选。1970年，他没有继续竞选连任众议院席位，并退休回到了他在波士顿的家中。最后，他在戴德姆养老院养老，并于1980年在那里去世。
麦科马克在美国众议院不间断任职42年零58天，排名第17位。他是马萨诸塞州历史上任职时间最长的众议员；小约瑟夫·威廉·马丁以41年305天的任职时间紧随其后。